# Bacitracina
Bacitracina é um fármaco polipeptídico com ação antibiótica , impedindo com que o fosfolipídio bacteriano se regenere ao inibir a enzima D-fosforilase, consequentemente com que o ciclo de formação de parede bacteriana continue e realize função bactericida. É utilizado apenas de forma tópica por possuir baixa biodisponibilidade oral, já que possui estrutura peptídica facilmente degradado no trato gastro-intestinal.